# Отдел международных связей Коминтерна
Отдел международной связи (ОМС) Коминтерна — секретное оперативное подразделение ИККИ Коминтерна. ОМС был основан на III съезде Коминтерна в июле 1921 года. ОМС занимался поддержкой (кадрами, оружием, деньгами, техническими средствами), руководством и финансированием компартий за пределами Советской России и впоследствии СССР. После VII конгресса Коминтерна в 1935 году название ОМС было изменено на Служба связи ИККИ.
Сотрудники ОМС действовали под легальным прикрытием, часто под видом дипломатов, журналистов, экономических и культурных представлений. Задачей ОМС было создание политических и военных структур в зарубежных странах, которые находились в оперативном подчиненении Коминтерна, и иногда действовали в противоречии с интересами коммунистических партии этих стран. Деятельность ОМС была тесно связана с зарубежными операциями ЧК—ОГПУ—НКВД, а также РУ РККА и впоследствии ГРУ.

ОМС руководил всей конспиративной деятельностью Коминтерна и имел разветвленную систему прямых связей с руководством национальных компартий всего мира. ОМС был, пожалуй, самым законспирированным и секретным из всех других отделов Коминтерна и действовал нелегально. Чисто внешне он полностью копировал любую разведслужбу, то есть располагал штатом оперативных работников, легальных и нелегальных, курьеров, шифровальщиков, радистов, службой по изготовлению фальшивых паспортов и других документов. Его главной задачей являлось осуществление конспиративных связей между ИККИ и коммунистическими партиями, что включало в себя пересылку информации, документов, директив и денег, переброску функционеров из страны в страну и т. д.
<….>
Итак, ОМСу подчинялись все тайные торговые предприятия ИККИ и секретные службы информации. Он занимался также редактированием, шифровкой и расшифровкой донесений. В его функции входило и взаимодействие с ОГПУ — НКВД и Разведупром РККА. Кроме того, в состав ОМСа входил отдел документации, которым руководил Фриц Мильтер. Именно здесь подделывались визы, паспорта, печати, документы.— Усов В. Н.  Советская разведка в Китае в 20-е годы XX века.  Издание второе, исправленное и дополненное. М., Дом Конфуция. 2011 384 с.  ISBN 5-85611-008-0

## История
Организация нового отдела была поручена учителю по образованию, латышу Давиду Самуиловичу Бейка, заместителем стал тоже латыш его близкий приятель Симонис Бергис.
Одним из наиболее известных (посмертно) агентов ОМС Коминтерна был Рихард Зорге.

Как и другие подразделения Коминтерна, ОМС имел свои объекты в Москве и Подмосковье. Например, в Подлипках («База № 1») было организовано весьма специфическое производство для изготовления бумаги, годной для выделки самых разных документов (паспортов, удостоверений и т. п.). Здесь же производили специальные чернила для шпионской работы. В Ростокино («База № 2») действовал мощный радиоцентр, который поддерживал постоянную связь со всеми странами, где орудовал Коминтерн. Около подмосковного поселка Пушкино работала школа связи («База № 3»), где постоянно обучалось около ста человек из разных стран (тайнопись, конспирация, шифровальное дело, средства связи и т. п.). ОМС имел свои нелегальные центры и во многих странах, дело дошло до того, что заимел собственную радиостанцию в Париже.
ОГПУ, ГРУ и Коминтерн так тесно сотрудничали между собой, что до середины 30-х годов вообще не существовало четкого разграничения сфер влияния между этими тремя организациями. Так, коминтерновцем был знаменитый Р. Зорге, перешедший затем на работу в советскую разведку. В Париже работал нашим нелегальным резидентом бывший коминтерновец, офицер С. Узданский, его сменил на этом посту П. Стучевский, попеременно работавший то в Коминтерне, то в военной разведке. Кстати, после Франции, в 1935 году, он стал одним из организаторов коммунистического восстания в Бразилии, а затем вернулся в Коминтерн и трудился, разумеется, в ОМСе.— Владимир Николаев Красное самоубийство Издательство: НЦ ЭНАС 2007 ISBN 978-5-93196-805-6

## Руководители ОМС
- Бейка, Давид Самуилович — заведующий ОМС в 1920—1921 годах.
- Пятницкий, Осип Аронович — заведующий ОМС в 1921—1922 годах.
- Вомпе, Пётр Александрович — заведующий ОМС в 1922—1925 годах.
- Абрамович, Александр Емельянович — заведующий ОМС в 1925—1926 годах.
- Абрамов-Миров, Александр Лазаревич — заведующий ОМС в 1926—1935 годах.
- Мельников, Борис Николаевич — заведующий ОМС в 1935—1937 годах.
- Сухарев, Константин Петрович — заведующий ОМС в 1937—1943 годах.

## Сотрудники ОМС
- Миров-Розкин, Яков Цодикович — сотрудник аппарата Коминтерна.
- Мильтер, Фриц — заведующий 1-м подотделом службы связи Коминтерна.[4]
- Стучевский, Павел Владимирович — сотрудник ОМС с апреля 1933 года. Один из организаторов неудавшегося коммунистического восстания (ноябрь 1935 года) в Бразилии.[5]
- Узданский, Стефан Лазаревич — сотрудник ОМС. Ликвидирован во время репрессий в 1937 году. Место захоронения — расстрельный полигон «Коммунарка».[6]